# Caserta
Caserta és un municipi italià, situat a la regió de Campània i a la província de Caserta. L'any 2021 tenia 74.757 habitants.
Se situa a l'interior de la Campania,en concret a la plana de la Volturno i és conegut a tot el món pel magnífic palau Reial construït al segle xviii per Luigi Vanvitelli. L'any 1997 tot el conjunt arquitectònic fou declarat Patrimoni de la Humanitat per la UNESCO.
La ciutat inclou la capital i diversos nuclis, entre ells Sant Leucio, conegut per la seva seda i pel Reial Belvedere, i el poble medieval de Casertavecchia.

## Etimologia
El nom deriva del llatí Caserta Casa IRTA, el nom ve perquè la ciutat antiga (avui Casertavecchia) va ser durant l'edat mitjana fins al segle xviii, a una posició elevada sobre la plana circumdant.

## Geografia
Caserta es troba a una altitud de 68 metres sobre el nivell del mar i una àrea comunal de 56 km². Tenint en compte només el territori de la ciutat de Caserta són al voltant de 80.000 habitants, però tota la zona "underground" Casertano inclou més de 300.000 habitants. La ciutat està situada a Campana plana als peus de les primeres mesures de la Terra subappenninici treball. La millor època per visitar Caserta és l'estiu, quan el sol il·lumina la bellesa artística de la ciutat.

## Clima
A la província de Caserta hi ha la més gran àrea plana de la regió i, en conseqüència, el clima se'n veu afectat. La part que va des de la costa fins a les primeres muntanyes que envolten la capital, pateix les influències i dels beneficis del mar que es deixen sentir sobretot a l'hivern amb temperatures suaus i humitats superiors. Durant l'estiu, però, aquesta àrea és una de les més calentes de la Campània amb el màxim de les temperatures sovint superiors a 30 graus.
La part interior de la província, es caracteritza per nombrosos relleus amb turons i zones muntanyoses sovint són invertits pels corrents freds del nord-est amb fortes disminucions de temperatura amb neu a l'hivern. La zona de Mates és una de les més plujoses i amb neu de la regió.

## Nadius il·lustres
- Constantino Parravano (1841-...?) fou un compositor d'òpera.